# Bioderma Laboratories
Bioderma (рус. Биодерма́) ― частная фармацевтическая компания со штаб-квартирой в Лионе, Франция. Специализируется на производстве лекарств для лечения дерматологических заболеваний и заболеваний волос и кожи головы, а также для педиатрии и регенерации клеток.

## История
Компания Bioderma была основана в 1977 году в Экс-ан-Провансе, где до сих пор находится штаб-квартира компании. Тем не менее, в 2001 году компания открыла свою первую специализированную биометрологическую лабораторию для исследований и разработок в области ухода за кожей в Лионе. Основным сектором бизнеса компании является дерматология.

## Продукция
- ABCDerm
- Atoderm
- Cicabio
- Créaline
- Hydrabio
- Matriciane
- Matricium
- Sébium
- White Objective
- Secure (средства по уходу за кожей)
- Nodé (средства по уходу за волосами)
- Photoderm (солнцезащитные крема)